# 元洲岗村
元洲岗村是中华人民共和国广东省广州市从化区太平镇所辖的一个行政村。村委会设在元洲岗，位于神岗圩北面约2千米。1958年人民公社化时成立元洲岗大队，因驻在元洲岗而得名。1983年12月改称乡，1987年1月改称村。辖3条自然村（元洲岗、禾塘庄、黄洞）。1998年时，全村共有367户，人口1689人。